# Ptinus costaricensis
Ptinus costaricensis is een keversoort uit de familie klopkevers (Ptinidae). De wetenschappelijke naam van de soort werd in 1967 gepubliceerd door Fred Gordon Andrews.